# Darwin Teilhet
Pour les articles homonymes, voir Teilhet.
Darwin Teilhet, né le 20 mai 1904 à Wyanet, Illinois dans l’Illinois et mort le 18 avril 1964 à Palo Alto en Californie, est un écrivain et scénariste américain, auteur de roman policier, d’espionnage et de littérature d'enfance et de jeunesse. Une partie de ses romans est écrit avec sa femme Hildegarde Teilhet (22 novembre 1905-24 janvier 1999).

## Biographie
Adolescent, il voyage en France et travaille comme jongleur dans un cirque. Pendant la Seconde Guerre mondiale, il est officier de renseignement et obtient le grade de major. Puis, il enseigne le journalisme à l'université Stanford avant de devenir scénariste et consultant pour divers producteurs de films.
En 1931, il publie son premier roman, Death Flies High. Avec sa femme, Hildegarde Teilhet, il crée le personnage du baron von Kaz, détective privé dans le roman The Crimson Hair Murders, publié en 1936.
Sous le pseudonyme de Cyrus T. Fisher, il écrit des romans pour la jeunesse, dont The Avion My Uncle Flew (en), en 1946, qui lui vaut d'être nommé pour la médaille Newbery sans toutefois l'obtenir.
Son dernier roman Le Bidule (The Big Runaround), publié en 1964, est un roman d'espionnage.
Teilhet et son épouse sont enterrés côte à côte dans le Golden Gate National Cemetery.

## Œuvre

### Romans
- Death Flies High, 1931
- Murder in the Air, 1931
- The Talking Sparrow Murders, 1934
- Bright Destination, 1935
- The Ticking Terror Murders, 1935
- Journey to the West, 1938
- Trouble Is my Master, 1942
- Retreat From the Dolphin, 1943
- Odd Man Pays, 1944
- My True Love, 1945
- The Fear Makers, 1945
- Something Wonderful to Happen, 1947
- The Happy Island, 1950
- The Mission of Jeffery Tolamy, 1951
- Steamboat on the River, 1952
- The Lion's Skin, 1955
- The Road to Glory, 1956
- The Big Runaround, 1964 (autre titre Dangerous Encounter)
  - Le Bidule, Série noire no 921, 1965

### Romans coécrit avec Hildegarde Teilhet
- The Crimson Hair Murders, 1936
- The Feather Cloak Murders, 1936
  - Les Meurtres du manteau de plumes, collection La Mauvaise Chance no 11, Éditions Le Portulan., 1946
- The Broken Face Murders, 1940

### Romans de littérature d’enfance et de jeunesse signés Cyrus T. Fisher
- The Avion My Uncle Flew (en), 1946
- Ab Carmody's Treasure: Mystery and Adventure in Guatemala, 1948
- The Hawaiian Sword, 1956

### Romans signés William H. Fielding
- The Unpossessed, 1951
- Take Me As I Am, 1952
- Beautiful Humbug, 1954

### Nouvelle
- Body Missing! (1934)

## Filmographie
- 1937 : They Wanted to Marry, réalisé par Lew Landers, avec Betty Furness
- 1952 : No Room for the Groom (en), adaptation de My True Love réalisée par Douglas Sirk, avec Tony Curtis et Piper Laurie
- 1958 : La Cible parfaite, adaptation de The Fear Makers réalisée par Jacques Tourneur, avec Dana Andrews

## Sources
- Claude Mesplède, Les Années Série noire vol.2 (1959-1966) Encrage « Travaux » no 17, 1993
- Claude Mesplède et Jean-Jacques Schleret, SN Voyage au bout de la noire, Futuropolis, 1982, p. 352.